# Sembra Woodstock
Sembra Woodstock è un singolo del cantautore italiano Luigi Strangis, pubblicato il 14 ottobre 2022 come secondo estratto dall'album in studio Voglio la gonna.

## Descrizione
Il brano, scritto da Andrea Pugliese, è prodotto da Simone Guzzino.

## Promozione
Il singolo è stato presentato durante un'ospitata del cantautore alla ventiduesima edizione del talent show Amici di Maria De Filippi.

## Video musicale
Il video musicale, diretto da Twohats, è stato pubblicato il 16 dicembre 2022 attraverso il canale YouTube del cantautore.

## Tracce
Testi di Andrea Pugliese, musiche di Andrea Pugliese, Federica Sapia, Martina Vinci.
1. Sembra Woodstock – 2:30